# Grand Prix automobile d'Allemagne 2000
GP précédent GP suivant
Le Grand Prix automobile d'Allemagne 2000 (Grosser Mobil 1 Preis von Deutschland 2000), disputé sur le circuit d'Hockenheim le 30 juillet 2000, est la 657e épreuve du championnat du monde de Formule 1 courue depuis 1950 et la onzième manche du championnat 2000.

## Classement
| Pos. | No | Pilote                | Écurie             | Tours | Temps/Abandon                      | Grille | Points |
| ---- | -- | --------------------- | ------------------ | ----- | ---------------------------------- | ------ | ------ |
| 1    | 4  | Rubens Barrichello    | Ferrari            | 45    | 1 h 25 min 34 s 418 (215,278 km/h) | 18     | 10     |
| 2    | 1  | Mika Häkkinen         | McLaren-Mercedes   | 45    | + 7 s 452                          | 4      | 6      |
| 3    | 2  | David Coulthard       | McLaren-Mercedes   | 45    | + 21 s 168                         | 1      | 4      |
| 4    | 10 | Jenson Button         | Williams-BMW       | 45    | + 22 s 685                         | 16     | 3      |
| 5    | 17 | Mika Salo             | Sauber-Petronas    | 45    | + 27 s 112                         | 15     | 2      |
| 6    | 18 | Pedro de la Rosa      | Arrows-Supertec    | 45    | + 29 s 080                         | 5      | 1      |
| 7    | 9  | Ralf Schumacher       | Williams-BMW       | 45    | + 30 s 898                         | 14     |        |
| 8    | 22 | Jacques Villeneuve    | BAR-Honda          | 45    | + 47 s 537                         | 9      |        |
| 9    | 6  | Jarno Trulli          | Jordan-Mugen-Honda | 45    | + 50 s 901                         | 6      |        |
| 10   | 7  | Eddie Irvine          | Jaguar-Ford        | 45    | + 1 min 19 s 664                   | 10     |        |
| 11   | 21 | Gaston Mazzacane      | Minardi-Fondmetal  | 45    | + 1 min 29 s 504                   | 21     |        |
| 12   | 15 | Nick Heidfeld         | Prost-Peugeot      | 40    | Panne électrique                   | 13     |        |
| Abd. | 5  | Heinz-Harald Frentzen | Jordan-Mugen-Honda | 39    | Panne électrique                   | 17     |        |
| Abd. | 19 | Jos Verstappen        | Arrows-Supertec    | 39    | Sortie de piste                    | 11     |        |
| Abd. | 23 | Ricardo Zonta         | BAR-Honda          | 37    | Sortie de piste                    | 12     |        |
| Abd. | 20 | Marc Gené             | Minardi-Fondmetal  | 33    | Moteur                             | 22     |        |
| Abd. | 12 | Alexander Wurz        | Benetton-Playlife  | 31    | Boîte de vitesses                  | 7      |        |
| Abd. | 16 | Pedro Diniz           | Sauber-Petronas    | 29    | Collision                          | 19     |        |
| Abd. | 14 | Jean Alesi            | Prost-Peugeot      | 29    | Collision                          | 20     |        |
| Abd. | 8  | Johnny Herbert        | Jaguar-Ford        | 12    | Transmission                       | 8      |        |
| Abd. | 3  | Michael Schumacher    | Ferrari            | 0     | Collision                          | 2      |        |
| Abd. | 11 | Giancarlo Fisichella  | Benetton-Playlife  | 0     | Collision                          | 3      |        |

## Pole position et record du tour
- Pole position : David Coulthard en 1 min 45 s 697 (vitesse moyenne : 232,389 km/h).
- Meilleur tour en course : Rubens Barrichello en 1 min 44 s 300 au 20e tour (vitesse moyenne : 235,501 km/h).

## Tours en tête
- Mika Häkkinen : 33 (1-25 / 28-35)
- David Coulthard : 2 (26-27)
- Rubens Barrichello : 10 (36-45)

## Statistiques
- 1re victoire pour Rubens Barrichello.
- 131e victoire pour Ferrari en tant que constructeur.
- 131e victoire pour Ferrari en tant que motoriste.
- La course est neutralisée du 27e au 28e tour puis au 30e tour.